# Serra Carbonària
La Serra Carbonària o Serra Carbonera és una serra situada als municipis de Figuerola del Camp, a l'Alt Camp, i Montblanc, a la Conca de Barberà, amb una elevació màxima de 766 m al Tossal de la Somerota. Forma la part central del massís conegut popularment com a Serra de Miramar, i s'estén des del Coll de Lilla fins al Coll de Prenafeta.
A llevant de la Carbonera s'aixeca el Tossal Gros. Pel seu paisatge vegetal i la seva diversitat faunística, el Tossal Gros conté 177,71 ha de superfície declarada zona PEIN –Espai d'Interès Natural-, repartida entre els municipis de Figuerola del Camp, a la comarca de l'Alt Camp, i de Montblanc i Barberà de la Conca, a la Conca de Barberà.